# Pieter Boussemaere
Pieter Boussemaere (Poperinge, 27 juli 1976) is een Belgisch historicus en auteur. Hij is vooral bekend als klimaatexpert.

## Biografie
Boussemaere groeide op in Boezinge (Ieper). Hij volgde de richting Grieks-Latijn aan het Sint-Stanislascollege in Poperinge. Nadien studeerde hij aan de KU Leuven (1994-1998), waar hij met grote onderscheiding een masterdiploma in de geschiedenis behaalde. Daarna was hij als doctorandus verbonden aan het departement geschiedenis van de KU Leuven.

## Klimaatexpert
Intussen doceert Pieter Boussemaere al meer dan twintig jaar prehistorie, wereld- & klimaatgeschiedenis aan het VIVES University College, afdeling Brugge. Sinds 2015 doceert hij er ook volwaardige klimaatcursussen, en werkt hij mee aan verschillende onderzoeksprojecten. Tijdens zijn loopbaan ontdekte hij dat de klimaatkennis bij jongeren en toekomstige leerkrachten laag en zelfs vaak foutief is, ondanks de vele media-aandacht. Hij stelde vast dat veel mensen klimaat- en milieuproblemen door elkaar halen. Zo waren veel studenten ervan overtuigd dat het gat in de ozonlaag de klimaatopwarming veroorzaakt of dat loodvergiftiging, radioactieve straling en zure regen het gevolg zijn van de klimaatopwarming.
Om daar iets aan te doen schreef Boussemaere Eerste hulp bij klimaatverwarring (2015). In 2016 publiceerde hij de opmerkelijke resultaten van een enquête die peilde naar de klimaatkennis van Vlaamse leerkrachten in opleiding. En sinds die tijd is hij ook een veelgevraagd spreker en fungeert hij geregeld als adviseur (o.m. voor de Vlaamse Overheid, en voor de Europese Commissie omtrent klimaateducatie). In 2018 verscheen zijn recentste klimaatboek Tien klimaatacties die werken (Standaard Uitgeverij, 2018), dat in 2021 een grondige update kreeg met nieuwe hoofdstukken over onder meer de grondstoffenkwestie in relatie tot de energietransitie. In 2019 schreef hij mee aan A net-zero Greenhouse Gas Emissions Belgium 2050: Initiating the debate on transition policies.
Eind 2018 werd hij frequenter opgepikt door de media en mocht hij zijn mening over de aanpak van het klimaatprobleem toelichten op televisie en nieuwswebsites, in kranten en tijdschriften. Zijn opiniestukken verschenen in verschillende Vlaamse media, waaronder De Standaard, De Morgen, Knack.be en VRT NWS.
Klimaatsceptici kregen Boussemaere al vrij vroeg in het vizier. Tot zijn voornaamste critici behoren de dubieuze journalist Jan Jacobs (laureaat Skeptische Put 2018 - Prijs voor anti-journalistiek) en de Nederlandse emeritus hoogleraar en oud-senator Kees de Lange. Zij vinden dat hij een doemdenker is die met zijn alarmistische boodschap de maatschappij op kosten jaagt. Het Nederlandse KNMI verwees de kritiek van Kees de Lange echter naar de prullenmand.
Zelf zegt Boussemaere dat hij jongeren net niet wil opzadelen met een schuldgevoel. Hij pleit ervoor om een aparte leerlijn klimaatopwarming in te voeren in het Vlaams onderwijs en zoveel mogelijk een duidelijk onderscheid te maken tussen hoofd- en bijzaken binnen de klimaatkwestie. Dat moet volgens Boussemaere de bestaande verwarring en mogelijke schuldgevoelens reduceren, en mensen sneller aanzetten tot actie.

## Muzikant
In zijn jeugd was Boussemaere lid van de Sint-Stanislasspeelschaar uit Poperinge en de Harmonie Sint-Cecilia van Boezinge, waar hij trompet en basgitaar speelde. Begin 2001 richtte hij samen met accordeonist Karl Debaillie de Vlaamse folkgroep Sois Belle op. Boussemaere was er zanger-gitarist. De groep had onder andere optredens op Dranouter, Nekkanacht en de Gentse Feesten. Sois Belle gaf twee albums uit, Sois Belle (2003) en Delirium (2008). Anno 2020 is hun website echter offline. Pieter Boussemaere is ook de broer van Mariken Boussemaere die een tijdlang zangeres was bij de Vlaamse folkgroep Kadril (2004-2009).

## Publicaties
- De langste reis. Op zoek naar het ontstaan van de mens, 2012, Davidsfonds Uitgeverij.
- Eerste hulp bij klimaatverwarring. Waarom de opwarming van de aarde veel meer is dan een milieuprobleem, 2015, Davidsfonds Uitgeverij.
- De aarde warmt op door een gat in de lucht. Een onderzoek naar de klimaatkennis van de Vlaamse leerkracht in opleiding, 2016, VIVES hogeschool Brugge.
- Tien klimaatacties die werken, 2018, Davidsfonds Uitgeverij.
- A net-zero Greenhouse Gas Emissions Belgium 2050: Initiating the debate on transition policies (medeauteur), 2019, The Institute for European Studies.
- Tien klimaatacties die werken, 2021, Standaard Uitgeverij - geactualiseerde & van extra hoofdstukken voorziene uitgave.